# Challenge d'Asie de hockey sur glace 2011
Navigation
Taïwan 2010 édition 2012
Le Challenge d'Asie de hockey sur glace 2011, ou 2011 IIHF Challenge Cup of Asia en anglais, est la quatrième édition de cette compétition organisée par la Fédération internationale de hockey sur glace (IIHF). Elle se déroule du 25 au 30 avril 2011 dans la ville de Koweït au Koweït. L'équipe de Hong Kong remporte le titre pour la première fois en quatre participations.
L'édition 2011 du Challenge d'Asie féminin, la seconde du nom, a eu lieu du 11 au 14 novembre 2010 à Nikkō au Japon. Finaliste la saison précédente, le Japon prend sa revanche en dominant en finale le tenant du titre, la Chine.

## Challenge d'Asie masculin
Le Challenge d'Asie masculin 2011 se déroule du 25 au 30 avril 2011 à la National Ice Skating Rink dans la ville de Koweït au Koweït.
- Équipes participantes
  -  Émirats arabes unis
  -  Thaïlande
  -  Hong Kong
  -  Koweït
  -  Macao
  -  Inde

Les six équipes engagées sont rassemblées au sein d'une poule unique jouée sous la forme d'un championnat à match simple. Celle finissant à la première place remporte le titre.

### Résultats
|                    | Équipe              | PJ | V | N | D | Pts | Bp | Bc | Diff |
| ------------------ | ------------------- | -- | - | - | - | --- | -- | -- | ---- |
| Médaille d'or      | Hong Kong           | 5  | 5 | 0 | 0 | 15  | 46 | 10 | +36  |
| Médaille d'argent  | Émirats arabes unis | 5  | 4 | 0 | 1 | 12  | 30 | 8  | +22  |
| Médaille de bronze | Thaïlande           | 4  | 3 | 0 | 2 | 9   | 51 | 19 | +32  |
| 4                  | Koweït              | 6  | 2 | 0 | 3 | 6   | 51 | 19 | +32  |
| 5                  | Macao               | 5  | 1 | 0 | 4 | 3   | 14 | 37 | -23  |
| 6                  | Inde                | 5  | 0 | 0 | 5 | 0   | 2  | 93 | -91  |

## Challenge d'Asie féminin
Le Challenge d'Asie féminin 2011 se déroule du 11 au 14 novembre 2010 à la Nikkō Kirifuri Ice Arena à Nikkō au Japon.
- Équipes participantes
  -  Chine
  -  Japon
  -  Corée du Sud

Les trois équipes engagées sont rassemblées au sein d'une poule unique jouée sous la forme d'un championnat à match simple. Les deux premiers se qualifient pour la finale. Le vainqueur de la rencontre remporte le titre.

### Premier tour
| 11 novembre 2010 | Japon | 12-0 (5-0, 6-0, 1-0) | Corée du Sud | Nikkō Kirifuri Ice Arena 110 spectateurs |

| Feuille de match | Feuille de match | Feuille de match | Feuille de match | Feuille de match |
| ---------------- | ---------------- | ---------------- | ---------------- | ---------------- |
|                  |                  |                  |                  |                  |
|                  |                  |                  |                  |                  |
|                  |                  |                  |                  |                  |
|                  |                  |                  |                  |                  |

| 12 novembre 2010 | Chine | 7-0 (2-0, 1-0, 4-0) | Corée du Sud | Nikkō Kirifuri Ice Arena 55 spectateurs |

| Feuille de match | Feuille de match | Feuille de match | Feuille de match | Feuille de match |
| ---------------- | ---------------- | ---------------- | ---------------- | ---------------- |
|                  |                  |                  |                  |                  |
|                  |                  |                  |                  |                  |
|                  |                  |                  |                  |                  |
|                  |                  |                  |                  |                  |

| 13 novembre 2010 | Chine | 2-1 (TB) (1-0, 0-0, 0-1, 0-0, 1-0) | Japon | Nikkō Kirifuri Ice Arena 190 spectateurs |

| Feuille de match | Feuille de match | Feuille de match | Feuille de match | Feuille de match |
| ---------------- | ---------------- | ---------------- | ---------------- | ---------------- |
|                  |                  |                  |                  |                  |
|                  |                  |                  |                  |                  |
|                  |                  |                  |                  |                  |
|                  |                  |                  |                  |                  |

|   | Équipe       | PJ | V | VP | DP | D | Pts | Bp | Bc | Diff |
| - | ------------ | -- | - | -- | -- | - | --- | -- | -- | ---- |
| 1 | Chine        | 2  | 1 | 1  | 0  | 0 | 5   | 9  | 1  | +8   |
| 2 | Japon        | 2  | 1 | 0  | 1  | 0 | 4   | 13 | 2  | +11  |
| 3 | Corée du Sud | 2  | 0 | 0  | 0  | 2 | 0   | 0  | 19 | -19  |

### Finale
| 14 novembre 2010 | Chine | 1-3 (0-1, 1-0, 0-2) | Japon | Nikkō Kirifuri Ice Arena 250 spectateurs |

| Feuille de match | Feuille de match | Feuille de match | Feuille de match | Feuille de match |
| ---------------- | ---------------- | ---------------- | ---------------- | ---------------- |
|                  |                  |                  |                  |                  |
|                  |                  |                  |                  |                  |
|                  |                  |                  |                  |                  |
|                  |                  |                  |                  |                  |

### Classement final et bilan
Finaliste lors de l'édition précédente, le Japon prend sa revanche en dominant en finale le tenant du titre, la Chine. La Corée du Sud, dont c'est la première participation termine troisième.
|                    | Équipe       |
| ------------------ | ------------ |
| Médaille d'or      | Japon        |
| Médaille d'argent  | Chine        |
| Médaille de bronze | Corée du Sud |